# Halsafjorden
63°3′40.255″N 8°10′3.5328″Ø / 63.06118194°N 8.167648000°Ø
Halsafjorden er en fjordarm af Vinjefjorden i Tingvoll, Halsa og Surnadal kommuner i  Nordmøre, Møre og Romsdal fylke i Norge. Fjorden strækker sig 16 km mod syd. Videre indover strækker fjordsystemet sig via flere fjorde til bunden af av Todalsfjorden, en total længde på 45 km. 
Fjorden har indløb mellem Magnhildberget i vest og Volungøya i øst. Et stykke inde i fjorden ligger byen Halsa på østsiden af fjorden. Fra her går der færge over til Kanestraum på anden side, som en del af E39. Fjorden går videre mod sydøst til Heggemsneset og Vikavollen hvor den går over i Trongfjorden. Her går også Bøfjorden ind mod nordøst. 
Fv351 går langs dele af østsiden af fjorden, mens Fv298 går langs vestsiden fra Kanestraum og nordover. 